# Los Altos (Apolo)
Los Altos ist eine Ortschaft im nördlichen Teil des Departamento La Paz im südamerikanischen Andenstaat Bolivien.

## Lage im Nahraum
Los Altos liegt in der Provinz Franz Tamayo (früher Caupolicán) und ist die größte Siedlung im Cantón Raviana im Municipio Apolo. Die Siedlung liegt auf einer Höhe von 1588 m, und zwar 215 Kilometer Luftlinie nördlich des Regierungssitzes La Paz und 140 Kilometer nordöstlich des Titicaca-Sees.

## Geographie
Los Altos weist im Temperaturverlauf ein sehr ausgeglichenes Klima auf; die Durchschnittstemperatur liegt bei 20,4 °C, die monatlichen Durchschnittstemperaturen schwanken zwischen 21 °C von Oktober bis März und knapp 19 °C im Juni und Juli (siehe Klimadiagramm Apolo). Der Jahresniederschlag liegt im langjährigen Mittel bei 1333 mm, der kurzen Trockenzeit im Juni und Juli mit Monatsniederschlägen unter 35 mm steht eine ausgedehnte Feuchtezeit mit bis zu 200 mm im Dezember und Januar gegenüber.

## Verkehrsnetz
Los Altos ist auf dem Landwege über 447 Straßenkilometer von La Paz aus zu erreichen, der Hauptstadt des gleichnamigen Departamentos.
Von La Paz führt die asphaltierte Nationalstraße Ruta 2 in nordwestlicher Richtung 70 Kilometer bis Huarina, von dort zweigt die asphaltierte Ruta 16 nach Norden ab, die nach 98 Kilometern Escoma erreicht und dann als unbefestigte Piste auf weiteren 250 Kilometern über Charazani nach Apolo führt. Von Apolo aus führt die Verlängerung der Ruta 16 über 27 Kilometer weiter in nördlicher Richtung, wo dann der vorläufige unbefestigte Ausbau endet. Bis Los Altos sind es dann noch einmal zwei Kilometer in nordöstlicher Richtung.

## Bevölkerung
Die Einwohnerzahl der Ortschaft ist in dem Jahrzehnt zwischen den beiden letzten Volkszählungen auf fast das Dreifache angestiegen:
| Jahr | Einwohner         | Quelle       |
| ---- | ----------------- | ------------ |
| 1992 | keine Detaildaten | Volkszählung |
| 2001 | 151               | Volkszählung |
| 2012 | 400               | Volkszählung |
| 2024 |                   | Volkszählung |